# Agilent Technologies
A Agilent Technologies, ou simplesmente Agilent, é uma empresa americana de produtos de instrumentação e tecnologia, sediada em Santa Clara, Califórnia. Foi criada em 1999, após cisão de uma das divisões da Hewlett-Packard. Possui forte atuação em instrumentação analítica para laboratórios e centros de pesquisa, de empresas e governamentais. [carece de fontes?]